# Oleksandr Chocjanivskyj
Oleksandr Josipovič Chocjanivskyj (* 20. července 1990) je ukrajinský zápasník–volnostylař.

## Sportovní kariéra
Je rodákem z doněcké obce Andrijivka. Zápasit začal v místním zápasnickém oddíle pod vedením Oleha Nemaškalova. Vedle olympijského zápasu se věnoval i tradiční formě tatarskému kureši (belt wrestling). Ve 14 letech byl přijat na střední sportovní školu v Doněcku, kde ho vedl Oleksandr Buďuk. Vrcholově se připravuje ve sportovním středisku Dynamo pod vedením trenérů Daňka a Panikara. V ukrajinské volnostylařské reprezentaci se pohybuje od roku 2011 ve váze do 120 (125 kg). V květnu 2012 se vítězstvím na druhé světové olympijské kvalifikaci v Helsinkách kvalifikoval na olympijské hry v Londýně. V Londýně prohrál v úvodním kole s Turkem Tahou Akgülem 0:2 na sety.
Od roku 2013 bojoval o post reprezentační jedničky s osetským Alenem Zasejevem, se kterým v roce 2016 prohrál nominaci na olympijské hry v Riu. V roce 2019 se třetím místem na mistrovství světa v Nur-Sultanu kvalifikoval na olympijské hry v Tokiu v roce 2020.

## Výsledky
| Olympijské hry     |    |     | úč. |   |    |    | — |   |     |    |  |  |  |  |  |  |  |  |  |  |  |
| Mistrovství světa  | —  | —   |     | — | 5. | —  |   | — | úč. | 3. |  |  |  |  |  |  |  |  |  |  |  |
| Evropské hry       |    |     |     |   |    | 9. |   |   |     | 3. |  |  |  |  |  |  |  |  |  |  |  |
| Mistrovství Evropy | —  | úč. | úč. | — | 3. | 9. | — | — | —   | 3. |  |  |  |  |  |  |  |  |  |  |  |
| MS juniorů         | —  |     |     |   |    |    |   |   |     |    |  |  |  |  |  |  |  |  |  |  |  |
| ME juniorů         | 3. |     |     |   |    |    |   |   |     |    |  |  |  |  |  |  |  |  |  |  |  |